# خوليو بالاسيوس لوزانو
خوليو بالاسيوس لوزانو (بالإسبانية: Julio Palacios Lozano)‏ (18 يناير 1962 في السلفادور - ) هو لاعب كرة قدم سلفادوري في مركز جناح ‏. شارك مع منتخب السلفادور لكرة القدم. أما مع النوادي، فقد لعب مع نادي أليانزا ‏ وليمنيو ديبورتيفو ‏.

## وصلات خارجية
- خوليو بالاسيوس لوزانو على موقع الاتحاد الدولي (مؤرشف)  (الإنجليزية)
- خوليو بالاسيوس لوزانو على موقع قاعدة بيانات كرة القدم.إي يو (الإنجليزية)